# Hamide Bıkçın
Hamide Bıkçın, née le 24 janvier 1978, est une taekwondoïste turque. Elle a obtenu la médaille de bronze lors des Jeux olympiques d'été de 2000 dans la catégorie des moins de 57 kg.
Elle a remporté plusieurs médailles mondiales et européennes : elle a gagné les Championnats du monde 1995 en moins de 47 kg ainsi que les Championnats d'Europe en 1994 et 2000.